# František je děvkař
František je děvkař je česká filmová komedie z roku 2008. Jejím režisérem byl Jan Prušinovský a hlavní roli Františka ztvárnil Josef Polášek (byla to jeho první hlavní role vůbec). Ve vedlejších rolích se objevili např. Zdena Hadrbolcová či Ela Lehotská, malé role ve filmu měli i Petr Čtvrtníček či Arnošt Goldflam.
Hlavní postavou filmu je František, který se kvůli svému sukničkářství dostane do tíživé životní situace.

## Děj
Hlavní postava filmu je ženatý psychiatr František (Josef Polášek), který je již od mládí „děvkař“ a i svou manželku Elišku (Ela Lehotská) často podvádí s jinými ženami. Kvůli jedné své milence, která je zároveň jeho pacientkou, je mu lékařskou komorou odebrána licence k provozování lékařské činnosti a František tak přijde o práci. V té době jeho žena již nějaký čas žije s Viktorem (Martin Pechlát), rozvodovým právníkem a bývalým pacientem Františka, a tak Františkovi nezbývá, než se nastěhovat do bytu ke své matce (Zdena Hadrbolcová).
Ta se o něj až přehnaně stará. V matčině bytu se ve František setkává se svým bratrem Milošem (Leoš Noha), který je na něj už mnoho let naštvaný za to, že mu František kdysi přebral dívku. Po Vánocích se František na popud své matky snaží sehnat novou práci. Když jej nikde nechtějí vzít, zaměstná jej jeho bratr Miloš jako učitele v autoškole.
Mezitím díky Elišce započne rozvodové řízení mezí ní a Františkem. Až v rozvodové síni však František zjistí, že Eliška je těhotná, a na rozvod nepřistoupí. František se později vyjádří, že by se chtěl k Elišce vrátit, ta s ním ale už do budoucna nepočítá. František se s jejím postojem však nesmíří a neustále se snaží opět se dostat do její přízně. Nakonec se mu to podaří a František má s Eliškou pohlavní styk. Jen tak tak se mu pak podaří potají utéct před Viktorem.
V autoškole se František blíže seznámí s Natálií (Petra Nesvačilová), jednou ze svých žákyň, která ho přímo v autě políbí. Když se pak k ní František „tulí“ v metru, spatří jej jeho žena a rozhodne s ním rozvést a definitivně ním tak skončit. Nedlouho na to František zjistí, že Pegy (Marika Procházková), zaměstnankyně jeho bratra Miloše, po níž Miloš touží, provozuje sex s druhým zaměstnancem Miloše (Petr Čtvrtníček). Snaží se jim důsledně říct, aby si dávali větší pozor, aby je Miloš při sexu či mazlení neviděl. Při tom jej Miloš spatří v jemně lechtivé situaci, kterou si sám domyslí a na svého bratra se velice rozzlobí. Ještě ten večer se však spolu opijí a udobří se.
Elišce se blíží čas porodu a ještě těsně před tím, než je vzata do porodnice, má František sex s Natálií. Po celou dobu filmu není řečeno, zda je otcem Eliščina dítěte František nebo Viktor. Eliška nakonec porodí dceru, kterou pojmenuje po otci (jehož divák nepozná - obě varianty jsou možné - Františka? Viktorka? ), ale Viktora si vezme a František nakonec přece jen zůstane „děvkařem“.

## Obsazení
| Josef Polášek      | František Soukenický |
| Ela Lehotská       | Eliška Soukenická    |
| Martin Pechlát     | Viktor Outrata       |
| Zdena Hadrbolcová  | Františkova matka    |
| Petra Nesvačilová  | Natálie              |
| Leoš Noha          | Miloš Soukenický     |
| Marika Procházková | Peggy Soukenická     |
| Arnošt Goldflam    | profesor Perník      |
| Petr Čtvrtníček    | Jarda Kopecký        |
| Barbara Trojanová  | Yveta                |
| Claudia Vašeková   | cvičitelka           |
| Barbora Poláková   | žákyně v autoškole   |
| Lukáš Příkazký     | žák v autoškole      |
| Hanuš Bor          |                      |
| Lumír Tuček        |                      |
| Zdeněk Havlíček    |                      |
| Miroslav Krobot    |                      |
| Simona Babčáková   |                      |
| Zuzana Onufráková  |                      |
| Marie Jansová      |                      |